# Arthur Gundaccar von Suttner
Pour les articles homonymes, voir Suttner.
Arthur Gundaccar von Suttner, né le 21 février 1850 à Vienne et mort le 10 décembre 1902 à Schloss Harmannsdorf (de), est un écrivain autrichien.

## Biographie
Arthur Gundaccar von Suttner a épousé Bertha Kinsky von Chinic und Tettau, devenue par mariage Bertha von Suttner. Elle fut la première femme à obtenir le Prix Nobel de la paix en 1905.

## Œuvres
- Sein Verhängnis, Hillger, Berlin, 1897.
- Gebrandmarkt, Hillger, Eisenach, 1898.
- Scharfeneck, Hillger, Berlin, 1900.
- Dory's Roman, Hillger, Berlin, 1903.
- Im Zeichen der Macht, Verlag Continent G.m.b.H., Berlin-Friedenau, vers 1914.
- Im Zeichen des Trusts, Hillger, Berlin, 1915.